# 马景明
马景明（1923年11月—2016年3月26日），河北省灵寿县人，中华人民共和国政治人物。
1937年11月参加革命，1941年7月加入中国共产党。历任河北省灵寿县妇救会干事、青妇部长、宣传部长、冀晋区党委政策研究室干事、黑龙江省委组织部青委委员兼秘书；中华人民共和国成立后，历任大连玻璃厂党总支副书记兼人事科长、辽宁省轻工局处长、辽宁省一轻局办公室主任。1980年，任辽宁省经委专职委员、辽宁省食品工业协会会长、辽宁省包装技术协会常务副会长等职。1987年12月离休。2016年3月26日，在沈阳逝世，享年93岁。